# Rondibilis cambodjensis
Rondibilis cambodjensis là một loài bọ cánh cứng trong họ Cerambycidae.